# گریس بامبری
گریس بامبری (انگلیسی: Grace Bumbry; ۴ ژانویهٔ ۱۹۳۷ – ۷ مهٔ ۲۰۲۳) خواننده اپرا اهل ایالات متحده آمریکا بود که بین سال‌های ۱۹۵۸ تا ۲۰۲۳ میلادی فعالیت می‌کرد. وی یکی از متزوسوپرانوهای برجسته نسل خویش به‌شمار می‌رفت. صدای بامبری بسیار غنی و پویا بود و گستره صوتی وسیعی را پوشش می‌داد.
سال ۱۹۳۷ در سنت لوییس در ایالت میسوری به دنیا آمد. او از سال ۱۹۵۸ تا ۲۰۲۳ فعالیت می‌کرد و به عنوان یکی از برجسته‌ترین هنرمندان رنگین‌پوست اپرا در قرن بیستم شناخته شده است. 
بامبری با خوانندگی‌اش در اپرای "تان‌هویزر" واگنر، لقب ونوس سیاه را برای خود به ارمغان آورد. این لقب نشان‌دهنده توانایی و استعداد او در اجرای نقش‌های مختلف اپرایی بود.
او اولین کار خود را در سال ۱۹۶۳ انجام داد (اپرای بزرگ، بخشی از آمنریس)⁴. در سال ۱۹۶۵، او در بایروث با اجرای نقش زهره در اپرای تانهاوزر موفقیت چشمگیری کسب کرد. او جوایز گرمی، نشان هنر و ادب، و جایزه مرکز کندی را دریافت کرده است. این جوایز نشان‌دهنده تاثیر گذاری و موفقیت او در دنیای موسیقی است.